# Ходкост на кораба
Ходкост е качество на плавателен съд да достига и поддържа зададена скорост на хода при дадени условия и при минимална загуба на мощност на механизмите, поставени на него. От два подобни съда по-добра ходкост има този, който развива по-висока скорост при еднаква мощност на главните двигатели или еднаква ветрилна площ.
По правило теоретичният разчет на ходкостта не дава надеждни резултати, тъй като трябва да се отчитат голям брой фактори, които са трудни за определяне. Ходкостта при проектирането се оценява чрез изчисления и по опитен начин чрез изпитания на модели в опитни басейни. След построяването на съда елементите на ходкостта се определят в процеса на неговите ходови изпитания.